# Seututie 689
Pour les articles homonymes, voir Route 689.
La route régionale 689 (finnois : Seututie 689) est une route régionale allant de Kurikankylä à Kurikka jusqu'à Jurva à Kurikka en Finlande,,.

## Présentation
La seututie 689 est une route régionale d'Ostrobotnie du Sud.

## Parcours
- Kurikankylä, Kurikka
- Hietikko
- Larvalouko
- Jurva, Kurikka